# 索蒙·穆罕默德别科夫
索蒙·穆罕默德别科夫（1999年3月24日—），塔吉克斯坦男子柔道运动员，2021年亚洲柔道锦标赛男子73公斤级银牌得主、2022年亚洲柔道锦标赛男子81公斤级铜牌得主、2022年亚洲运动会男子81公斤级金牌得主。